# Sibač
Sibač (ćir.: Сибач) je naselje u općini Pećinci u Srijemskom okrugu u Vojvodini.

## Stanovništvo
Prema popisu stanovništva iz 2002. godine u naselju Sibač živi 544 stanovnika, od čega 438 punoljetnih stanovnika s prosječnom starosti od 40,7 godina (38,1 kod muškaraca i 43,3 kod žena). U naselju ima 191 domaćinstvo, a prosječan broj članova po domaćinstvu je 2,85.
Prema popisu iz 1991. godine u naselju je živjelo 549 stanovnika.
| Etnički sastav 2002. |            |        |
| Narod                | Stanovnika |        |
| Srbi                 | 519        | 95,40% |
| Romi                 | 9          | 1,65%  |
| Jugoslaveni          | 6          | 1,10%  |
| Muslimani            | 2          | 0,36%  |
| Crnogorci            | 1          | 0,18%  |
| Slovaci              | 1          | 0,18%  |
| nepoznato            | 0          | 0,0%   |

| broj stanovnika | 586   | 563   | 548   | 508   | 509   | 549   | 544   |
|                 | 1948. | 1953. | 1961. | 1971. | 1981. | 1991. | 2001. |

## Vanjske poveznice
- Karte, položaj vremenska prognoza
- Satelitska snimka naselja  Arhivirana inačica izvorne stranice od 7. ožujka 2021. (Wayback Machine)